# Ко се једном напије воде са Баш-чаршије
Ко се једном напије воде са Баш-чаршије је пјесма коју пјева Сафет Исовић, босанскохерцеговачки и југословенски пјевач. Пјесма је изашла 1977. године на истоименом сингл албуму са двије пјесме.

## Текст и мелодија
Пјесма Ко се једном напије воде са Баш-чаршије је ауторско дјело, чији је текст написао Руждија Крупа. У тексту се говори о томе како момак-нежења долази у бх. град Сарајево и очаран његовом љепотом — након што се ожени — ту проводи цијелу своју младост; на крају и постане Сарајлија.
Музику за пјесму радио је Новица Неговановић, а аранжман Неговановић и Зоран Пејковић.

## Спот
Сафет Исовић за живота није објавио спот за ову пјесму.